# Cees de Wit
Cees de Wit (Surabaya, 1941) is een zanger, gitarist, bassist, producer en opnametechnicus. Hij is eigenaar van Sound-Studio Spell.

## Biografie
In Den Haag, op het Dalton Lyceum, waarop ook Kees van Kooten (buurman van De Wit) en Wim de Bie zaten,  begon zijn liefde voor muziek. Wim de Bie speelde bluesaccoorden op de piano en Cees oefende dat op zijn gitaar. Hij leerde ook veel van Haagse gitaristen als Sjors Danckmeijer en Ruud Pesch. Er werd jazzmuziek gemaakt en opgetreden in verschillende samenstellingen. In 1959 moest hij in militaire dienst. Op de vliegbasis Gilze-Rijen zat hij op de grondschool voor luchtverkeersleider. Ook daar werd muziek gemaakt.
Na zijn diensttijd ging hij in Oosterhout wonen en werd zanger/gitarist/bassist bij de top 40-band The Tuney Strings. Daar schreef hij zijn eerste liedjes Kom weer in mijn armen en Alleen jij. Annie de Reuver hoorde dit en onder haar leiding werd er een opname van gemaakt en kwam het eerste plaatje uit.
In 1972 ging hij spelen in het beroepsorkest van Henk van Montfoort in België. Intussen was hij verhuisd naar Weert, waar hij bij de studio van Johnny Hoes als opnametechnicus begon. Daar koppelde Johnny Hoes hem aan Marjan Kampen en ging dit duo verder als Cees & Marjan. Zij hadden een hit met Het lied der liefde en Hoe lang zou het duren. In 1974 begon hij zijn eigen opnamestudio en ging aan de zijde van Margot van der Ven verder met het duo Cees & Monique. Hij heeft ongeveer dertig tv-optredens met deze duo's gehad. In 1981 stopte hij met optreden en met het duo.
Cees de Wit schreef een kleine 300 liedjes. Onder het pseudoniem Pietje Potent (eenmalig: Pietje Patent) bracht hij in de periode 1974-1980 schuine liedjes uit bij Johnny Hoes.
In 1980 schreef hij het lied I'll bide my time gezongen door Linda Williams. Zij zong dit voor de televisie in het programma Telebingo. Dit lied haalde later de hitlijsten in Zuid-Afrika en werd gebruikt in een film.
In 1981 schreef hij Het is een wonder voor Linda Williams (Henriëtte Willems). Dit liedje deed mee aan de nationale voorronde voor het Eurovisie Songfestival. Williams behaalde hiermee de meeste punten en ging naar Dublin. De Wit ging ook mee en stond onder andere op het Eurovisiepodium met zijn basgitaar naast Francis Goya. Het is een wonder eindigde op de negende plaats.